# Camille Cooper
Camille Kaye Cooper, coniugata Ozumba (Georgetown, 5 febbraio 1979), è un'ex cestista statunitense, professionista nella WNBA.

## Carriera
È stata selezionata dalle Los Angeles Sparks al primo giro del Draft WNBA 2001 (16ª scelta assoluta).
Con gli Stati Uniti ha disputato le Universiadi di Palma di Maiorca 1999

## Palmarès
- Campionessa NCAA (1999)